# اویزیندوگو
اویزیندوگو شهری در شهرستان سابو در استان بولکیمده در بورکینافاسوی غربی مرکزی است جمعیت آن ۱۶۴۲ نفر است.